# Luca Gentili
Luca Gentili (San Severino Marche, 31 marzo 1972) è un allenatore di calcio ed ex calciatore italiano, di ruolo portiere,  preparatore dei portieri della Vis Pesaro.

## Carriera

### Giocatore
Cresce nelle giovanili della Settempeda, squadra della sua città, ma giovanissimo viene acquistato dal Bari, periodo nel quale rimane vittima di un incidente stradale che comprometterà la sua carriera agonistica. Con i "galletti" di Puglia gioca in diverse annate della sua carriera e fa il secondo di diversi portieri come Alberto Fontana e soprattutto è in rosa con giocatori di alto livello quali Zvonimir Boban, David Platt, Gianluca Zambrotta, Nicola Ventola e Nicola Legrottaglie.
Dopo anni di prestiti il club di Vincenzo Matarrese lo lascia libero; inizia una "nuova" carriera tra i professionisti che lo vede vestire maglie quali quelle del Catanzaro (con il quale vince il campionato di Serie C1 nel 2004) e del Taranto dove si fa apprezzare non solo per la sua bravura ma soprattutto per l'attaccamento alla maglia e per la professionalità. Dalla stagione 2006-2007 fino a fine carriera è il portiere della Maceratese con il ruolo di chioccia per i portieri under 20.

### Allenatore
Dopo aver appeso le scarpette al chiodo comincia la carriera di preparatore dei portieri. Nella stagione 2010-11 comincia la nuova avventura alla Nocerina, squadra di Lega Pro Prima Divisione, promossa in Serie B al termine della stagione. Nel 2015, dopo due stagioni al Latina, torna alla Maceratese neo promossa in Lega Pro entrando nello staff di Cristian Bucchi.
Segue Cristian Bucchi anche al Perugia, al Sassuolo al Benevento ed all’Empoli. Il 4 luglio 2021 diventa il nuovo preparatore dei portieri dell'Ancona-Matelica.

## Statistiche

### Presenze e reti nei club[6]
| Stagione        | Squadra         | Totale          | Totale | Totale |
| Stagione        | Squadra         | Comp            | Pres   | Reti   |
| --------------- | --------------- | --------------- | ------ | ------ |
| 1991-1992       | Bari            | A               | 0      | 0      |
| 1992-1993       | Bari            | B               | 1      | -2     |
| 1993-1994       | Fasano          | C2              | 33     | -22    |
| 1994-1995       | Barletta        | C1              | 6      | -9     |
| 1995-1996       | Bari            | A               | 1      | -1     |
| 1996-1997       | Pistoiese       | C1              | 19     | -15    |
| 1997-1998       | Bari            | A               | 1      | -1     |
| 1998-1999       | Acireale        | C1              | 25     | -21    |
| 1999-2000       | Fasano          | C2              | 34     | -35    |
| 2000-2001       | Catanzaro       | C2              | 33     | -35    |
| 2001-2002       | Catanzaro       | C2              | 32     | -33    |
| 2002-2003       | Catanzaro       | C2              | 33     | -28    |
| 2003-2004       | Catanzaro       | C1              | 2      | -4     |
| 2004-2005       | Palazzolo       | C2              | 9      | -9     |
| 2005-2006       | Taranto         | C2              | 21     | -17    |
| 2006-2007       | Maceratese      | D               | 21     | -17    |
| 2007-2008       | Maceratese      | D               | 27     | -14    |
| 2008-2009       | Maceratese      | D               | 16     | -16    |
| Totale carriera | Totale carriera | Totale carriera | 327    | -278   |

## Palmarès

### Giocatore

#### Club
- Serie C1: 1

Catanzaro: 2003-2004